# Bateman's
Bateman's è una casa del diciassettesimo secolo situata a Burwash, East Sussex, Inghilterra. È stata la residenza dello scrittore britannico Rudyard Kipling dal 1902 al 1936; sua moglie cedette poi la casa al National Trust for Places of Historic Interest or Natural Beauty alla sua morte nel 1939, e da allora è aperta al pubblico.
È presente anche un mulino funzionante che usa l'acqua del fiume Dudwell.

## Storia
Quando Kipling, in cerca di un'abitazione, visitò per la prima volta Bateman's nel 1900, se ne innamorò a prima vista. La acquistò nel 1902 e ne fece la sua residenza, realizzando anche, a proprie spese, una nuova strada fino alla più vicina strada principale. Kipling scrisse in questa casa alcune delle sue opere più famose, come Se, The Glory of the Garden, e Puck of Pook's Hill, con quest'ultimo che riecheggia nel titolo il nome della collina visibile dalla casa.